# Président de la Chambre des représentants (Nouvelle-Zélande)
Le président de la Chambre des représentants (en anglais : Speaker of the House of Representatives) préside les sessions de la Chambre des représentants de Nouvelle-Zélande. Ses fonctions s'inscrivent dans la continuité de celles du président de la Chambre des communes au Royaume-Uni,. Dans l'ordre protocolaire, le Speaker est le troisième personnage de l'État, derrière le Gouverneur général (ou le monarque, lorsqu'il est présent) et le Premier ministre.

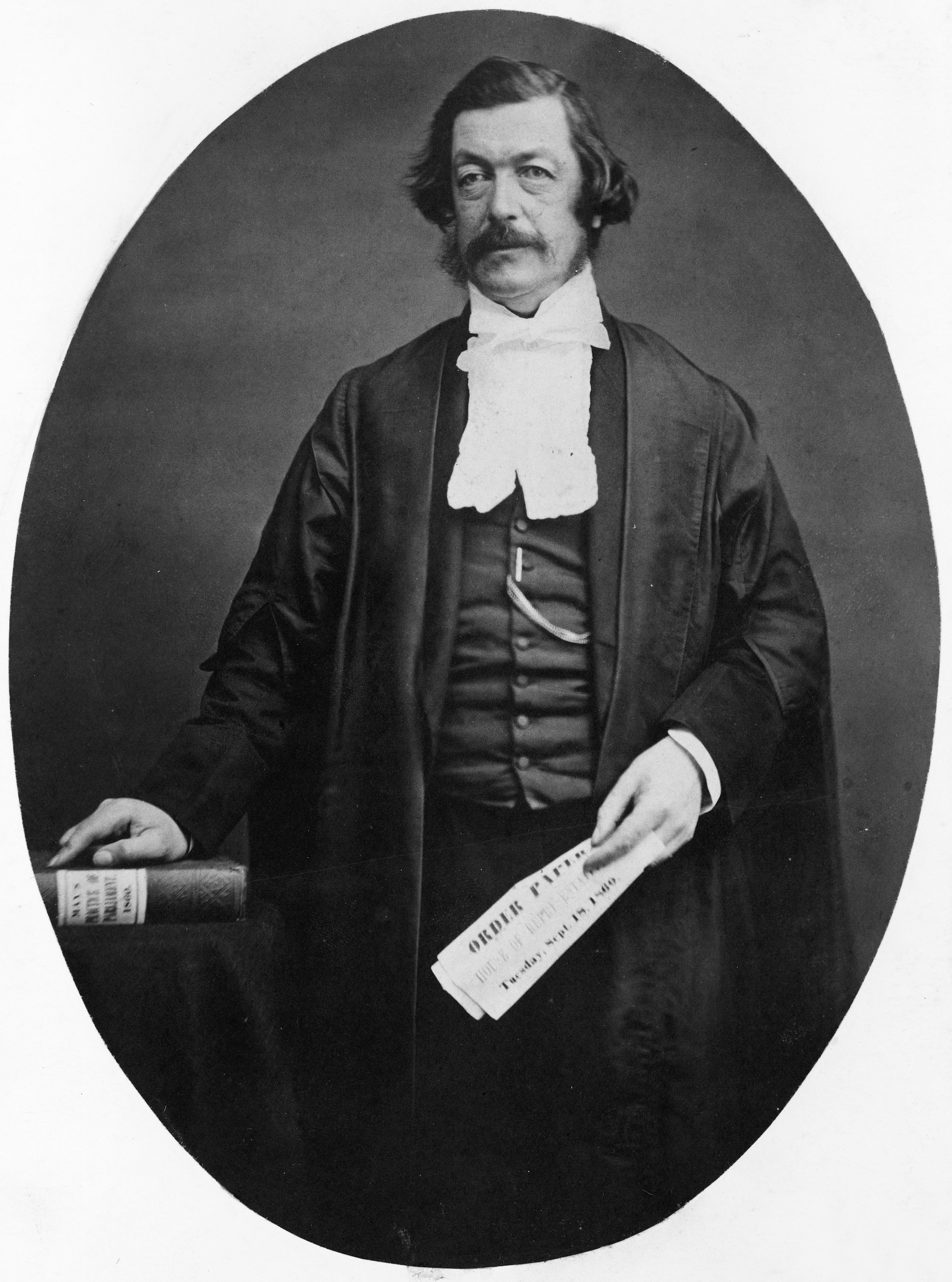
Sir Charles Clifford, premier titulaire du poste.

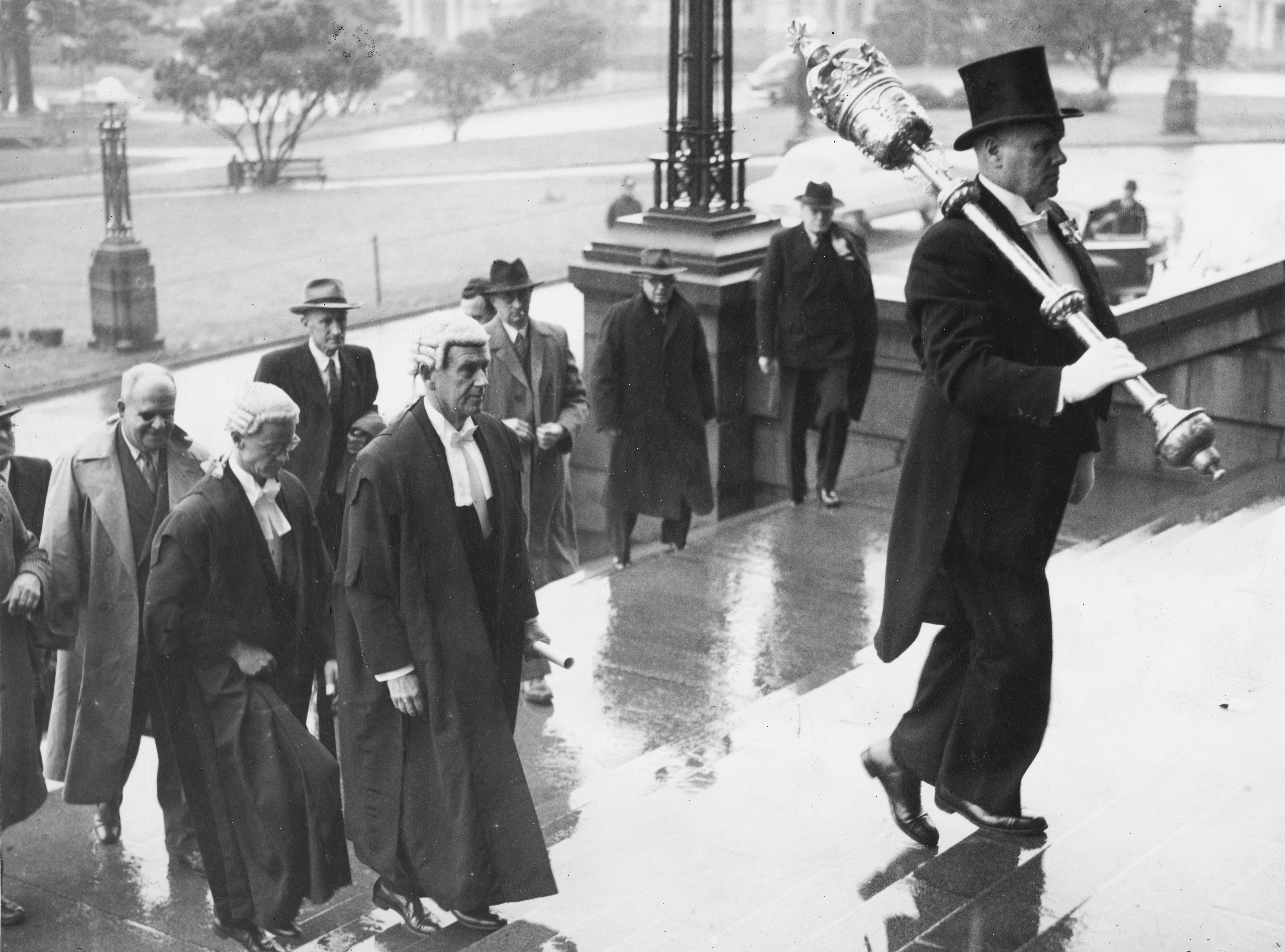
Nouvellement élu président de la Chambre, Matthew Oram entre au Parlement en 1950, en tenue, précédé du sergent d'armes.

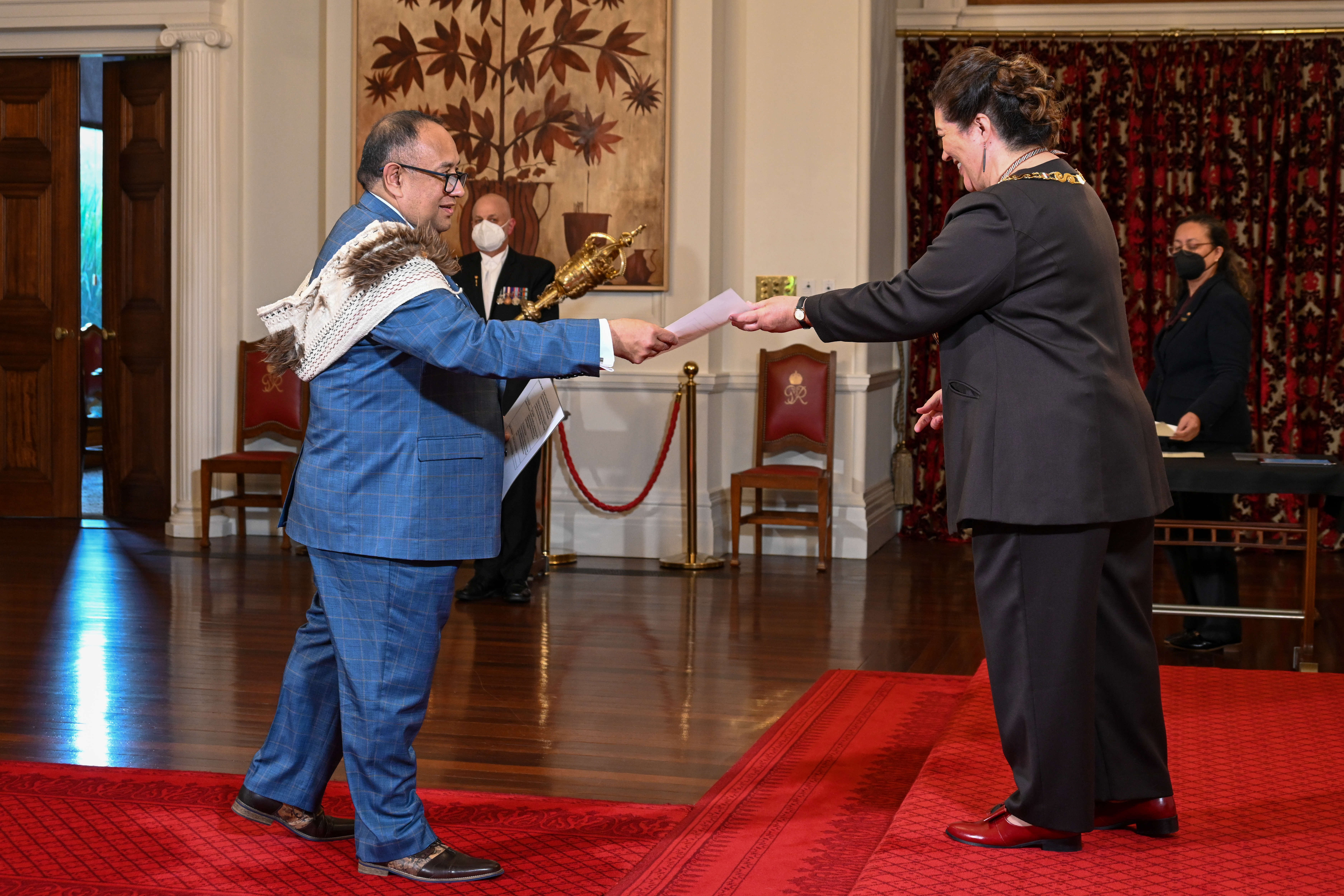
Adrian Rurawhe est formellement fait président de la Chambre par la gouverneure générale Dame Cindy Kiro en 2022.

Le président est élu par et parmi les membres de la Chambre. L'élection du président doit être le premier élément à l'ordre du jour après le renouvellement de la Chambre. Bien que généralement élu sous l'étiquette d'un parti politique, il préside les séances de manière impartiale. Il gère les débats à la Chambre, et veille au respect des procédures. Les députés ne peuvent prendre la parole qu'avec l'accord du président, qui veille à une répartition équitable du temps de parole entre la majorité et l'opposition, ainsi qu'entre les ministres ou ministres fantôme et les simples parlementaires. Chargé de maintenir l'ordre dans l'assemblée, le président peut exclure provisoirement de la Chambre tout parlementaire perturbateur. Par ailleurs, le président incarne la 'voix' de la Chambre dans ses relations avec l'exécutif.
À l'inverse de ses homologues britannique et australien, le président de la Chambre en Nouvelle-Zélande conserve le droit de voter sur tout projet ou proposition de loi, comme tous les autres parlementaires. Sa voix ne compte ni plus ni moins que celle de ses pairs, et ne peut compter comme voix prépondérante pour départager une éventuelle égalité. Bien qu'il exerce les fonctions de la présidence avec impartialité, le Speaker demeure membre d'un parti politique, et continue de représenter à travers son vote les électeurs de sa circonscription.
Le président est assisté par un vice-président, également élu par et parmi les parlementaires, qui exerce ses fonctions en son absence.
Le président de la Chambre des représentants actuel est Gerry Brownlee, depuis le 5 décembre 2023. 

## Liste
Les personnes suivantes ont exercé la fonction de président de la Chambre des représentants depuis l'institution de cette Chambre en 1856.
| No   | Portrait            | Titulaire (naissance-mort)          | Mandat            | Mandat            | Mandat                     | Parti politique | Parti politique | Législature |
| No   | Portrait            | Titulaire (naissance-mort)          | Début             | Fin               | Durée                      | Parti politique | Parti politique | Législature |
| ---- | ------------------- | ----------------------------------- | ----------------- | ----------------- | -------------------------- | --------------- | --------------- | ----------- |
| 1    | Charles Clifford    | Sir Charles Clifford (1813-1893)    | 31 mai 1854       | 12 décembre 1860  | 6 ans, 6 mois et 11 jours  |                 | Indépendant     | 1re         |
| 1    | Charles Clifford    | Sir Charles Clifford (1813-1893)    | 31 mai 1854       | 12 décembre 1860  | 6 ans, 6 mois et 11 jours  | 2e              | Indépendant     |             |
| 2    | David Monro         | Sir David Monro (1813-1877)         | 3 juin 1861       | 13 septembre 1870 | 9 ans, 3 mois et 10 jours  |                 | Indépendant     | 3e          |
| 2    | David Monro         | Sir David Monro (1813-1877)         | 3 juin 1861       | 13 septembre 1870 | 9 ans, 3 mois et 10 jours  | 4e              | Indépendant     |             |
| 3    | Dillon Bell         | Sir Dillon Bell (1822-1898)         | 14 août 1871      | 21 octobre 1875   | 4 ans, 2 mois et 7 jours   |                 | Indépendant     | 5e          |
| 4    | William Fitzherbert | Sir William Fitzherbert (1810-1891) | 15 juin 1876      | 11 août 1879      | 3 ans, 1 mois et 27 jours  |                 | Indépendant     | 6e          |
| 5    | Maurice O'Rorke     | Sir Maurice O'Rorke (1830-1890)     | 24 septembre 1879 | 17 septembre 1890 | 11 ans et 5 jours          |                 | Indépendant     | 7e          |
| 5    | Maurice O'Rorke     | Sir Maurice O'Rorke (1830-1890)     | 24 septembre 1879 | 17 septembre 1890 | 11 ans et 5 jours          | 8e              | Indépendant     |             |
| 5    | Maurice O'Rorke     | Sir Maurice O'Rorke (1830-1890)     | 24 septembre 1879 | 17 septembre 1890 | 11 ans et 5 jours          | 9e              | Indépendant     |             |
| 5    | Maurice O'Rorke     | Sir Maurice O'Rorke (1830-1890)     | 24 septembre 1879 | 17 septembre 1890 | 11 ans et 5 jours          | 10e             | Indépendant     |             |
| 6    | William Steward     | William Steward (1841-1912)         | 23 janvier 1891   | 8 novembre 1893   | 2 ans, 9 mois et 16 jours  |                 | Libéral         | 11e         |
| (5)  | Maurice O'Rorke     | Sir Maurice O'Rorke (1830-1890)     | 21 juin 1894      | 3 octobre 1902    | 8 ans, 3 mois et 12 jours  |                 | Libéral         | 12e         |
| (5)  | Maurice O'Rorke     | Sir Maurice O'Rorke (1830-1890)     | 21 juin 1894      | 3 octobre 1902    | 8 ans, 3 mois et 12 jours  | 13e             | Libéral         |             |
| (5)  | Maurice O'Rorke     | Sir Maurice O'Rorke (1830-1890)     | 21 juin 1894      | 3 octobre 1902    | 8 ans, 3 mois et 12 jours  | 14e             | Libéral         |             |
| 7    | Arthur Guinness     | Sir Arthur Guinness (1846-1913)     | 29 juin 1903      | 10 juin 1913†     | 9 ans, 11 mois et 12 jours |                 | Libéral         | 15e         |
| 7    | Arthur Guinness     | Sir Arthur Guinness (1846-1913)     | 29 juin 1903      | 10 juin 1913†     | 9 ans, 11 mois et 12 jours | 16e             | Libéral         |             |
| 7    | Arthur Guinness     | Sir Arthur Guinness (1846-1913)     | 29 juin 1903      | 10 juin 1913†     | 9 ans, 11 mois et 12 jours | 17e             | Libéral         |             |
| 7    | Arthur Guinness     | Sir Arthur Guinness (1846-1913)     | 29 juin 1903      | 10 juin 1913†     | 9 ans, 11 mois et 12 jours | 18e             | Libéral         |             |
| 8    | Frederic Lang       | Sir Frederic Lang (1852-1937)       | 26 juin 1913      | 31 octobre 1922   | 9 ans, 4 mois et 5 jours   |                 | Indépendant     |             |
| 8    | Frederic Lang       | Sir Frederic Lang (1852-1937)       | 26 juin 1913      | 31 octobre 1922   | 9 ans, 4 mois et 5 jours   |                 | Réformiste      | 19e         |
| 8    | Frederic Lang       | Sir Frederic Lang (1852-1937)       | 26 juin 1913      | 31 octobre 1922   | 9 ans, 4 mois et 5 jours   | 20e             | Réformiste      |             |
| 9    | Charles Statham     | Sir Charles Statham (1875-1946)     | 7 février 1923    | 1er novembre 1935 | 12 ans, 8 mois et 25 jours |                 | Indépendant     | 21e         |
| 9    | Charles Statham     | Sir Charles Statham (1875-1946)     | 7 février 1923    | 1er novembre 1935 | 12 ans, 8 mois et 25 jours | 22e             | Indépendant     |             |
| 9    | Charles Statham     | Sir Charles Statham (1875-1946)     | 7 février 1923    | 1er novembre 1935 | 12 ans, 8 mois et 25 jours | 23e             | Indépendant     |             |
| 9    | Charles Statham     | Sir Charles Statham (1875-1946)     | 7 février 1923    | 1er novembre 1935 | 12 ans, 8 mois et 25 jours | 24e             | Indépendant     |             |
| 10   | Bill Barnard        | Bill Barnard (1886-1958)            | 25 mars 1936      | 25 septembre 1943 | 7 ans et 6 mois            |                 | Travailliste    | 25e         |
| 10   | Bill Barnard        | Bill Barnard (1886-1958)            | 25 mars 1936      | 25 septembre 1943 | 7 ans et 6 mois            | 26e             | Travailliste    |             |
| 10   | Bill Barnard        | Bill Barnard (1886-1958)            | 25 mars 1936      | 25 septembre 1943 | 7 ans et 6 mois            | DLP             |                 |             |
| 11   | Frederick Schramm   | Frederick Schramm (1886-1962)       | 22 février 1944   | 12 octobre 1946   | 2 ans, 7 mois et 20 jours  |                 | Travailliste    | 27e         |
| 12   | Robert McKeen       | Robert McKeen (1884-1974)           | 24 juin 1947      | 21 octobre 1949   | 2 ans, 3 mois et 27 jours  |                 | Travailliste    | 28e         |
| 13   | Matthew Oram        | Matthew Oram (1885-1969)            | 27 juin 1950      | 25 octobre 1957   | 7 ans, 3 mois et 28 jours  |                 | National        | 29e         |
| 13   | Matthew Oram        | Matthew Oram (1885-1969)            | 27 juin 1950      | 25 octobre 1957   | 7 ans, 3 mois et 28 jours  | 30e             | National        |             |
| 13   | Matthew Oram        | Matthew Oram (1885-1969)            | 27 juin 1950      | 25 octobre 1957   | 7 ans, 3 mois et 28 jours  | 31e             | National        |             |
| 14   | Robert McKeen       | Robert McKeen (1900-1981)           | 21 janvier 1958   | 28 octobre 1960   | 2 ans, 9 mois et 7 jours   |                 | Travailliste    | 32e         |
| 15   | Ronald Algie        | Ronald Algie (1888-1978)            | 20 juin 1961      | 26 novembre 1966  | 5 ans, 5 mois et 6 jours   |                 | National        | 33e         |
| 15   | Ronald Algie        | Ronald Algie (1888-1978)            | 20 juin 1961      | 26 novembre 1966  | 5 ans, 5 mois et 6 jours   | 34e             | National        |             |
| 16   | Roy Jack            | Sir Roy Jack (1914-1977)            | 26 avril 1967     | 9 février 1972    | 4 ans, 8 mois et 14 jours  |                 | National        | 35e         |
| 16   | Roy Jack            | Sir Roy Jack (1914-1977)            | 26 avril 1967     | 9 février 1972    | 4 ans, 8 mois et 14 jours  | 36e             | National        |             |
| 17   | Alfred Allen        | Alfred Allen (1912-1987)            | 7 juin 1972       | 26 octobre 1972   | 4 mois et 19 jours         |                 | National        |             |
| 18   | Stan Whitehead      | Stan Whitehead (1907-1976)          | 14 février 1973   | 10 octobre 1975   | 2 ans, 7 mois et 26 jours  |                 | Travailliste    | 37e         |
| (16) | Roy Jack            | Sir Roy Jack (1914-1977)            | 22 juin 1976      | 24 décembre 1977† | 1 an, 6 mois et 2 jours    |                 | National        | 38e         |
| 19   | Richard Harrison    | Sir Richard Harrison (1921-2003)    | 10 mai 1978       | 14 juillet 1984   | 6 ans, 2 mois et 4 jours   |                 | National        | 39e         |
| 19   | Richard Harrison    | Sir Richard Harrison (1921-2003)    | 10 mai 1978       | 14 juillet 1984   | 6 ans, 2 mois et 4 jours   | 40e             | National        |             |
| 20   | Basil Arthur        | Sir Basil Arthur (1928-1985)        | 15 août 1984      | 1er mai 1985†     | 8 mois et 16 jours         |                 | Travailliste    | 41e         |
| 21   | Gerard Wall         | Sir Gerard Wall (1920-1992)         | 28 mai 1985       | 16 septembre 1987 | 2 ans, 3 mois et 19 jours  |                 | Travailliste    | 41e         |
| 22   | Kerry Burke         | Sir Kerry Burke (né en 1942)        | 16 septembre 1987 | 28 novembre 1990  | 3 ans, 2 mois et 12 jours  |                 | Travailliste    | 42e         |
| 23   | Robin Gray          | Robin Gray (1931-2022)              | 28 novembre 1990  | 21 décembre 1993  | 3 ans et 23 jours          |                 | National        | 43e         |
| 24   | Peter Tapsell       | Peter Tapsell (1930-2012)           | 21 décembre 1993  | 12 décembre 1996  | 2 ans, 11 mois et 21 jours |                 | Travailliste    | 44e         |
| 25   | Doug Kidd           | Doug Kidd (né en 1941)              | 12 décembre 1996  | 20 décembre 1999  | 3 ans et 8 jours           |                 | National        | 45e         |
| 26   | Jonathan Hunt       | Jonathan Hunt (né en 1938)          | 20 décembre 1999  | 3 mars 2005       | 5 ans, 2 mois et 11 jours  |                 | Travailliste    | 46e         |
| 26   | Jonathan Hunt       | Jonathan Hunt (né en 1938)          | 20 décembre 1999  | 3 mars 2005       | 5 ans, 2 mois et 11 jours  | 47e             | Travailliste    |             |
| 27   | Margaret Wilson     | Margaret Wilson (née en 1947)       | 3 mars 2005       | 8 décembre 2008   | 3 ans, 9 mois et 5 jours   |                 | Travailliste    |             |
| 27   | Margaret Wilson     | Margaret Wilson (née en 1947)       | 3 mars 2005       | 8 décembre 2008   | 3 ans, 9 mois et 5 jours   | 48e             | Travailliste    |             |
| 28   | Lockwood Smith      | Lockwood Smith (né en 1948)         | 8 décembre 2008   | 31 janvier 2013   | 4 ans, 1 mois et 23 jours  |                 | National        | 49e         |
| 28   | Lockwood Smith      | Lockwood Smith (né en 1948)         | 8 décembre 2008   | 31 janvier 2013   | 4 ans, 1 mois et 23 jours  | 50e             | National        |             |
| 29   | David Carter        | David Carter (né en 1952)           | 31 janvier 2013   | 7 novembre 2017   | 4 ans, 9 mois et 7 jours   |                 | National        |             |
| 29   | David Carter        | David Carter (né en 1952)           | 31 janvier 2013   | 7 novembre 2017   | 4 ans, 9 mois et 7 jours   | 51e             | National        |             |
| 30   | Trevor Mallard      | Trevor Mallard (né en 1954)         | 7 novembre 2017   | 24 août 2022      | 4 ans, 9 mois et 17 jours  |                 | Travailliste    | 52e         |
| 30   | Trevor Mallard      | Trevor Mallard (né en 1954)         | 7 novembre 2017   | 24 août 2022      | 4 ans, 9 mois et 17 jours  | 53e             | Travailliste    |             |
| 31   | Adrian Rurawhe      | Adrian Rurawhe (né en 1961)         | 24 août 2022      | 5 décembre 2023   | 1 an, 3 mois et 11 jours   |                 | Travailliste    |             |
| 32   | Gerry Brownlee      | Gerry Brownlee (né en 1956)         | 5 décembre 2023   | en cours          | 1 an, 3 mois et 9 jours    |                 | National        | 54e         |